# Arsenal Fútbol Club
|  | No s'ha de confondre amb Arsenal Football Club. |

L'Arsenal Fútbol Club, sovint conegut com a Arsenal de Sarandí, és un club de futbol argentí de la ciutat d'Avellaneda, al barri de Sarandí.

## Uniforme
- Uniforme titular: Samarreta celeste, amb manigues vermelles i franja diagonal vermella.  Pantaló celeste i mitges vermelles amb detalls celestes.
- Uniforme alternatiu: Samarreta blanca amb franja diagonal celeste i vermella amb detalls daurats. Pantaló i mitges blanques.
- Tercer uniforme: Samarreta granate amb manigues celestes. Pantaló i mitges granates.

## Palmarès
- Copa Sud-americana: 2007
- Primera División C: 1964
- Aficionados: 1962
- Campionat Banc Suruga: 2008